# Politiezone K-L-M
De Politiezone K-L-M (nummer 5409) omvat de drie Vlaams-Brabantse gemeenten Kapelle-op-den-Bos, Londerzeel en Meise.
De korpschef is hoofdcommissaris Alain Meerts, die al ervaring heeft in zones in en rond Brussel. Hij volgde in mei 2011 François Van der Jeught op.
De centrale post is gevestigd in een nieuwbouw in de Reigerstraat te Londerzeel.